# Devante Smith-Pelly
Devante Smith-Pelly, född 14 juni 1992 i Scarborough, Ontario, är en kanadensisk professionell ishockeyspelare som spelar för Washington Capitals i NHL. Han har tidigare spelat på NHL-nivå för New Jersey Devils, Anaheim Ducks och Montreal Canadiens och på lägre nivåer för Syracuse Crunch och Norfolk Admirals i American Hockey League (AHL) och Mississauga St. Michael's Majors i Ontario Hockey League (OHL).
Den 24 februari 2015 skickade Anaheim Ducks iväg Devante Smith-Pelly till Montreal Canadiens i utbyte mot Jiří Sekáč. Ett år senare, 29 februari 2016, trejdades han till New Jersey Devils i utbyte mot Stefan Matteau. Han blev unrestricted free agent 1 juli samma år men stannade i Devils och skrev på ett tvåårskontrakt med klubben.
Efter en dålig säsong med bara 9 poäng på 53 matcher blev han utköpt av Devils och skrev istället på ett ettårigt två-vägskontrakt med Washington Capitals 3 juli 2017.
2018 vann han Stanley Cup med Washington Capitals.
Inför säsongen 2019-20 skrev han på ett ettårskontrakt för kinesiska HC Red Star Kunlun i KHL.

## Statistik
| 2007–08    | Toronto Jr. Canadiens Minor Midget AAA | GTHL       | 66  | 28 | 27 | 55  | 127 | —  | —  | —  | —  | —  |
| 2008–09    | Mississauga St. Michael's Majors       | OHL        | 57  | 13 | 12 | 25  | 24  | 11 | 2  | 3  | 5  | 4  |
| 2009–10    | Mississauga St. Michael's Majors       | OHL        | 60  | 29 | 33 | 62  | 35  | 16 | 8  | 6  | 14 | 20 |
| 2010–11    | Mississauga St. Michael's Majors       | OHL        | 67  | 36 | 30 | 66  | 50  | 20 | 15 | 6  | 21 | 16 |
| 2011–12    | Anaheim Ducks                          | NHL        | 49  | 7  | 6  | 13  | 16  | —  | —  | —  | —  | —  |
|            | Syracuse Crunch                        | AHL        | 4   | 0  | 1  | 1   | 2   | —  | —  | —  | —  | —  |
| 2012–13    | Anaheim Ducks                          | NHL        | 7   | 0  | 0  | 0   | 0   | —  | —  | —  | —  | —  |
|            | Norfolk Admirals                       | AHL        | 65  | 14 | 18 | 32  | 65  | —  | —  | —  | —  | —  |
| 2013–14    | Anaheim Ducks                          | NHL        | 19  | 2  | 8  | 10  | 2   | 12 | 5  | 0  | 5  | 24 |
|            | Norfolk Admirals                       | AHL        | 55  | 27 | 16 | 43  | 29  | —  | —  | —  | —  | —  |
| 2014–15    | Anaheim Ducks                          | NHL        | 54  | 5  | 12 | 17  | 12  | —  | —  | —  | —  | —  |
|            | Montreal Canadiens                     | NHL        | 20  | 1  | 2  | 3   | 12  | 12 | 1  | 2  | 3  | 2  |
| 2015–16    | Montreal Canadiens                     | NHL        | 46  | 6  | 6  | 12  | 22  | —  | —  | —  | —  | —  |
|            | New Jersey Devils                      | NHL        | 18  | 8  | 5  | 13  | 8   | —  | —  | —  | —  | —  |
| 2016–17    | New Jersey Devils                      | NHL        | 53  | 4  | 5  | 9   | 12  | —  | —  | —  | —  | —  |
| NHL totalt | NHL totalt                             | NHL totalt | 266 | 33 | 44 | 77  | 84  | 24 | 6  | 2  | 8  | 26 |
| AHL totalt | AHL totalt                             | AHL totalt | 124 | 41 | 35 | 76  | 96  | —  | —  | —  | —  | —  |
| OHL totalt | OHL totalt                             | OHL totalt | 184 | 78 | 75 | 153 | 109 | 47 | 25 | 15 | 40 | 40 |